# Fundación João Pinheiro

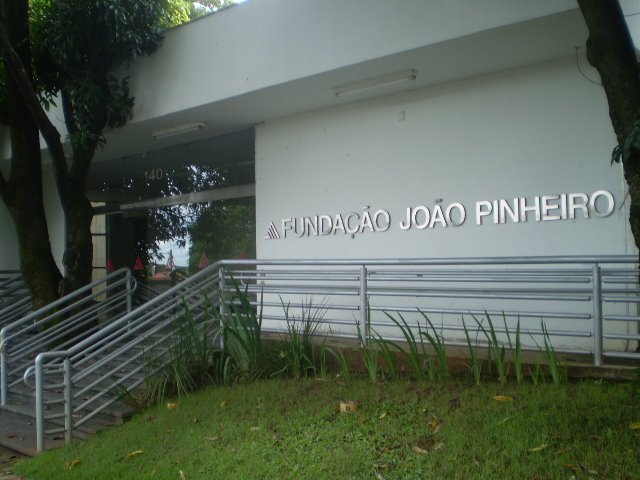
Fundación João Pinheiro

La Fundación João Pinheiro (FJP) es una entidad del gobierno de Minas Gerais de apoyo técnico a la Secretaría de Estado de Planificación y Gestión y otros sistemas operativos en el estado, que opera en las áreas de la educación de pregrado, especialización y maestría en administración pública (una vez que tiene la Escuela de Gobierno Profesor Paulo Neves de Carvalho), evaluación de políticas públicas y la producción de indicadores estadísticos, económicos, financieros, demográficos y sociales. 
Presta servicios técnicos a través de contratos  y acuerdos, principalmente para servir las demandas del gobierno de Minas Gerais, otros gobiernos estatales, organizaciones nacionales e internacionales, los municipios y ayuntamientos, universidades, empresas privadas y estatales y organizaciones que representan a diversos grupos sociales.
La Fundación João Pinheiro está instalado en un área total de 13 metros cuadrados, el calle de Acacias, el distrito de San Luis, en Pampulha, a cinco minutos del aeropuerto de Pampulha.
El nombre de la fundación es un tributo al político John Pinheiro da Silva, presidente de Minas Gerais en 1890 y entre 1914 y 1918.
- Datos: Q5476888
- Multimedia: João Pinheiro Foundation / Q5476888